# Belenos
Belenos o Belenus és un déu celta que va agafar atributs de diverses deïtats d'altres cultures. Així, era alhora un déu del sol, de la medicina i del foc. Se'l considerava complementari de Lugus, déu antic de les arts i la nit, i de Belisama, de vegades representada com la seva parella. La seva festa era el primer dia de maig i estava lligada a les flors, una tradició que ha perviscut en diverses romeries populars modernes.

## Història del culte
S'han trobat 51 inscripcions dedicades a Belenos, la majoria concentrades a Aquileia i a la Gàl·lia Cisalpina, però també per la Gàl·lia Narbonesa, Noricum i encara més lluny, a la Ibèria celta i a la Bretanya. Les imatges de Belenos de vegades el mostren acompanyat d'una figura femenina, que es creu podria ser la deessa gal·la Belisama.
En escrits de Tertul·lià de cap a l'any 200, s'identifica Belenos com el déu protector de la nació de Noricum. Existeixen inscripcions dedicades a Belenus concentrades a la banda oriental dels Alps i de la Gàl·lia Cisalpina, però hi ha proves que demostren que el seu culte es va estendre sobretot durant el període de la romanització. Els emperadors del segle iii, Dioclecià i Maximià van deixar una dedicatòria cadascun a la regió d'Apuleia. Els soldats que van lluitar sota les ordres de Maximí el Traci, durant el setge d'Apuleia el 238, contaven haver vist una aparició del déu defensant la ciutat des del cel.
Se'l va relacionar amb el cavall i amb la roda, com així ho mostra una imatge trobada en un santuari a Sainte-Sabine, potser per la identificació amb Apol·lo de la qual hi ha testimoni a la Història Augusta. Es creia que Belenos conduïa el carro on anava el sol a través del cel del matí a la nit.

## Nom

### Etimologia

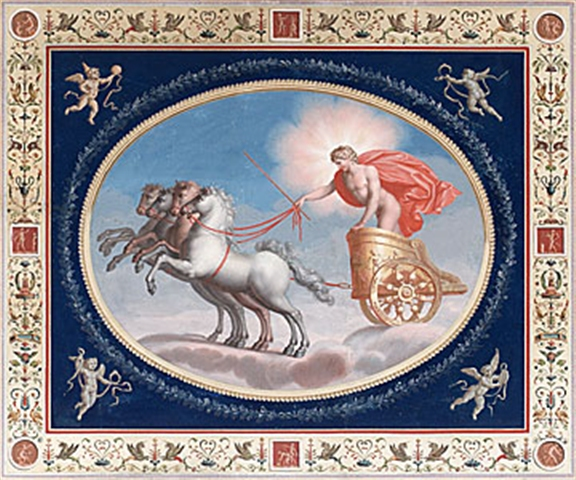
Es va identificar el déu celta Belenos amb Apol·lo i el seu carro solar.

Aquest déu apareix escrit amb diferents formes del mateix nom: Belenus, Belinus i Bellenus. Hi ha altres variants però que es consideren corrupcions del mateix nom, per exemple una inscripció trobada a prop d'Ors (Torí) que diu Belanus i una altra citada per Herodià que diu Belin.
L'etimologia del nom no està clara. Els romans el van identificar amb Apol·lo, ja que l'ample llistat d'atributs d'Apol·lo com a déu de la llum, del coneixement, de la música i la poesia, relacionat amb les prediccions, amb la sanació i la medicina, etc. obria a l'establiment de possibles paral·lelismes.
Històricament s'ha agafat amb preferència la proposta etimològica que fa el seu nom com a procedent de l'arrel indoeuroea bhel («brillant»), interpretant Belenos com una deïtat solar. De la mateixa manera que la festa celta anomenada Beltane contindria aquesta arrel per acabar significant «foc brillant».
Una altra proposta alternativa és que aquest nom derivi del mot protocelta Guelenos, que conté l'arrel guel («deu, brollar») i això suggereix que podria ser el déu de les fonts naturals amb poders curatius.
Una tercera proposta feta per Schrijver el 1999, suggereix una connexió amb una planta anomenada jusquiam negre o també belenyo, en llatí belenuntia, bellinuncium, bellenium. Els romans també la coneixien pel sobrenom de apollinaris herba («herba d'Apol·lo»).

Un autor del Renaixement, Pierre Pithou, va explicar que el nom d'aquest déu provenia de la paraula grega βέλος (belos, «fletxa»), que s'hauria d'entendre com les fletxes o raigs del sol, però actualment la identificació Apol·lo=Belenos no convenç per massa simplista. Bernard de Montfaucon va argumentar que en l'època en què es va començar a identificació Belenos amb Apol·lo, ja feia molt que Apol·lo havia deixat de ser equivalent al déu Sol. Els estudis més recents també inclouen la hipòtesi d'un possible origen o relació amb el déu semita Bel, també dit Belus.

### Epítets
En els antics territoris de la Gàl·lia i la Bretanya, el nom del déu Apol·lo podia anar acompanyat d'uns quinze epítets o més, els més estacats: Grannos, Borvo, Maponus i Moritasgus.
Un epítet de Belenos era Vindonnus. Hi havia també un temple dedicat a Apollo Vindonnus a la localitat d'Essarois, a prop de Châtillon-sur-Seine a la regió de Borgonya. El santuari estava situat en una deu amb poders curatius. Encara resten parts de la construcció on hi ha una inscripció fent referència al déu i a l'esperit de la font i, per damunt de tot, el cap d'una deïtat solar radiant. Al voltant del temple es van trobar molts objectes votius, alguns fets amb fusta de roure i altres de pedra. Algunes ofrenes representen unes mans oferint fruita o un pastís, altres representen la part del cos que calia ser guarida. En molts casos sembla que l'aflicció que portava els peregrins fins allà eren malalties dels ulls.
En una única inscripció, s'ha trobat el nom de Belenos amb l'epítet Teutorix. D'aquí ha sorgit la teoria que el nom germànic Theodoric seria, en el seu origen, un teònim prestat de la llengua gal·la, que s'hauria introduït a partir de la religió celta.

### Noms derivats

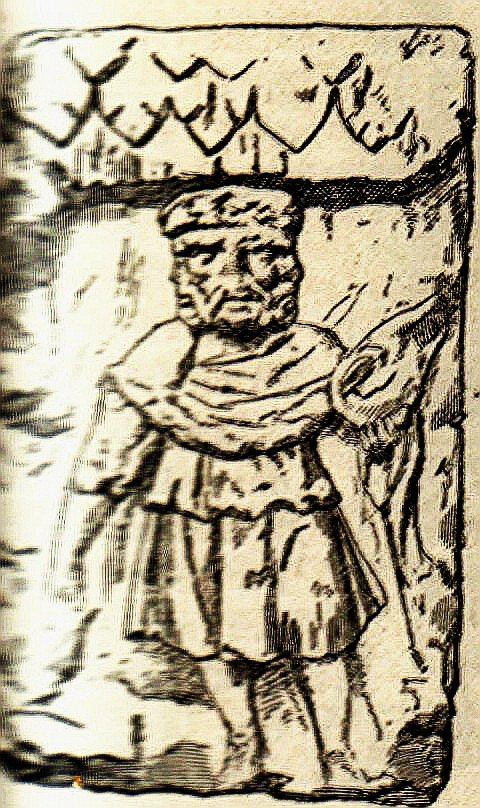
Imatge amb d'un déu celta de tres caps que en un principi es va identificar amb Mercuri i que actualment es creu que representa el déu Lugus, teònim de Belenos

- El nom gaèlic Llywelyn apareix combinat amb els teònims Lugus i Belenos.
- El nom de l'antic rei britànic Cunobelinus també és un derivat que significa «el gos de caça de Belenos».
- El rei llegendari Belinus que apareix en l'obra de Geoffrey de Monmouth, "Història dels reis de Bretanya" és probablement un derivat d'aquest déu.
- Beli Mawr («Beli el gran»), és una figura de la literatura medieval gal·lesa, que s'ha relacionat amb el déu Belenos i segons altres teories podria estar en relació amb el deu gal Bolgios o podria ser un adjectiu que fa referència a la tribu dels Belgae.[15]
- Diodor de Sicília va fer servir l'expressió "Cornwall Belerion", per referir-se a la primera inscripció trobada a les illes britàniques i, en aquest cas, derivaria de l'arrel bel («brillant») amb el significat de «terra brillant» i no necessàriament tindria relació amb el deu Belenos.

### Toponímia
Hi ha diverses localitats a europa amb topònims atribuïts a una derivació del nom del déu Belenos, per exemple:
- Beleño, a Astúries.[16]
- Diverses localitats franceses anomenades Beaune: la Beaune a la Costa d'Or, la Beaune de la Savoia, Beaune-d'Allier, Beaune-la-Rolande, Beaune-sur-Arzon.